# 圣母升天教堂 (巴黎)

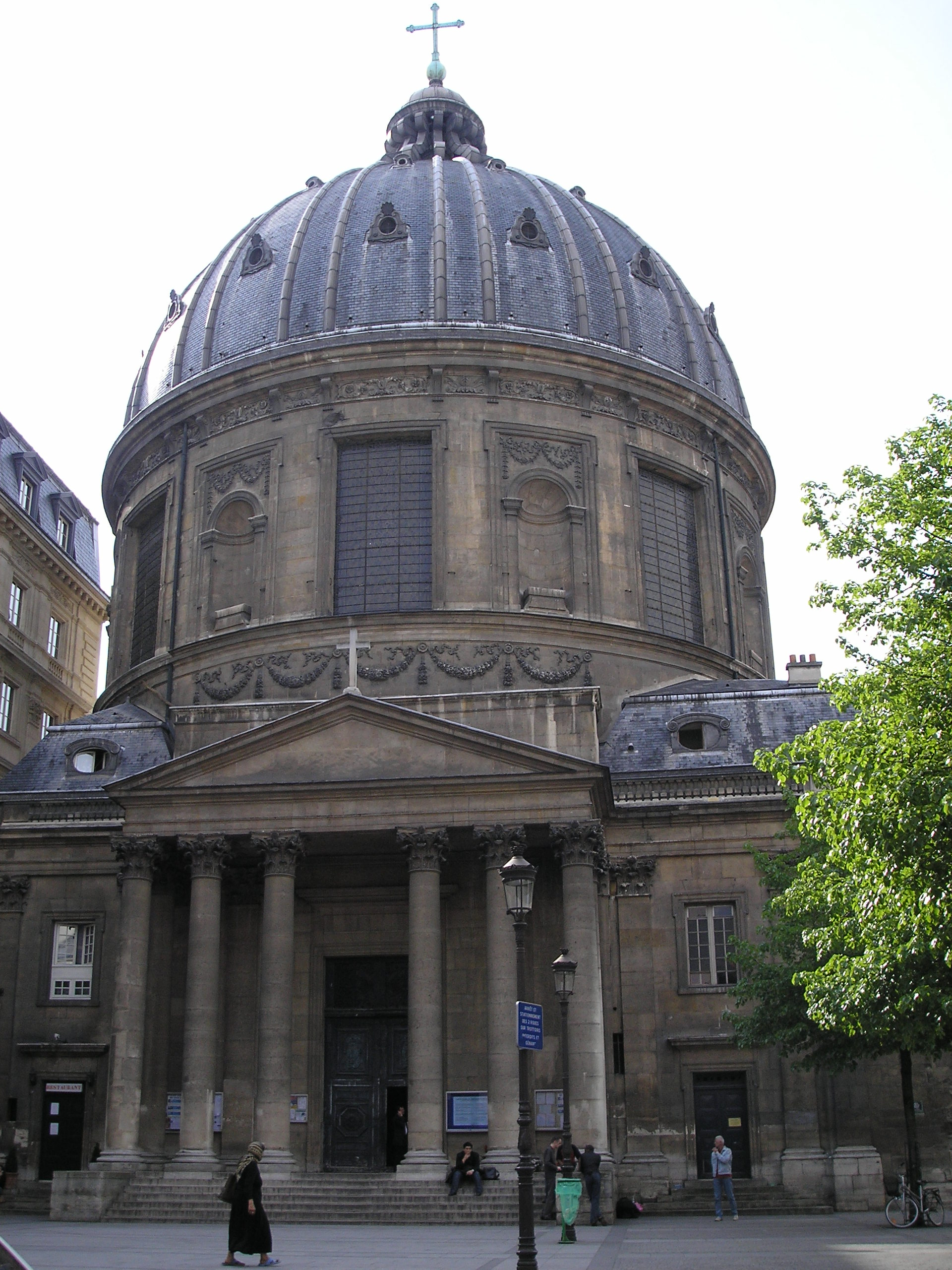
圣母升天教堂

圣母升天教堂（法語：Église Notre-Dame-de-l'Assomption）是巴黎第一区的一座罗马天主教教堂，位于圣奥诺雷路和坎邦街（法語：rue Cambon）转角，建于1670年到 1676年。1884年关闭，目前是巴黎的波兰人教堂。

## 历史
在17世纪，耶稣会在圣奥诺雷路上兴建圣母升天教堂，包括建筑师Charles Errard设计的小圣堂。Errard在罗马期间，被意大利古典和文艺复兴的影响力迷住，改变了原来的计划。

## 建筑
立面包括一个柱廊，有6根科林斯柱支撑着三角拱。与较早建成的索邦大学北侧有某些相似之处。凭借其中央计划，教堂是一个直径24米的圆形大厅，下部是简单的壁柱。

## 特征
- 圆顶上的壁画《圣母蒙召升天》为查尔斯德拉福斯所作

## 花絮
- 1838年月22日，夏尔·莫里斯·德塔列朗-佩里戈尔临时安葬于此，直到3个月后他在瓦朗塞（Valençay）的墓完成。